# Pagoda

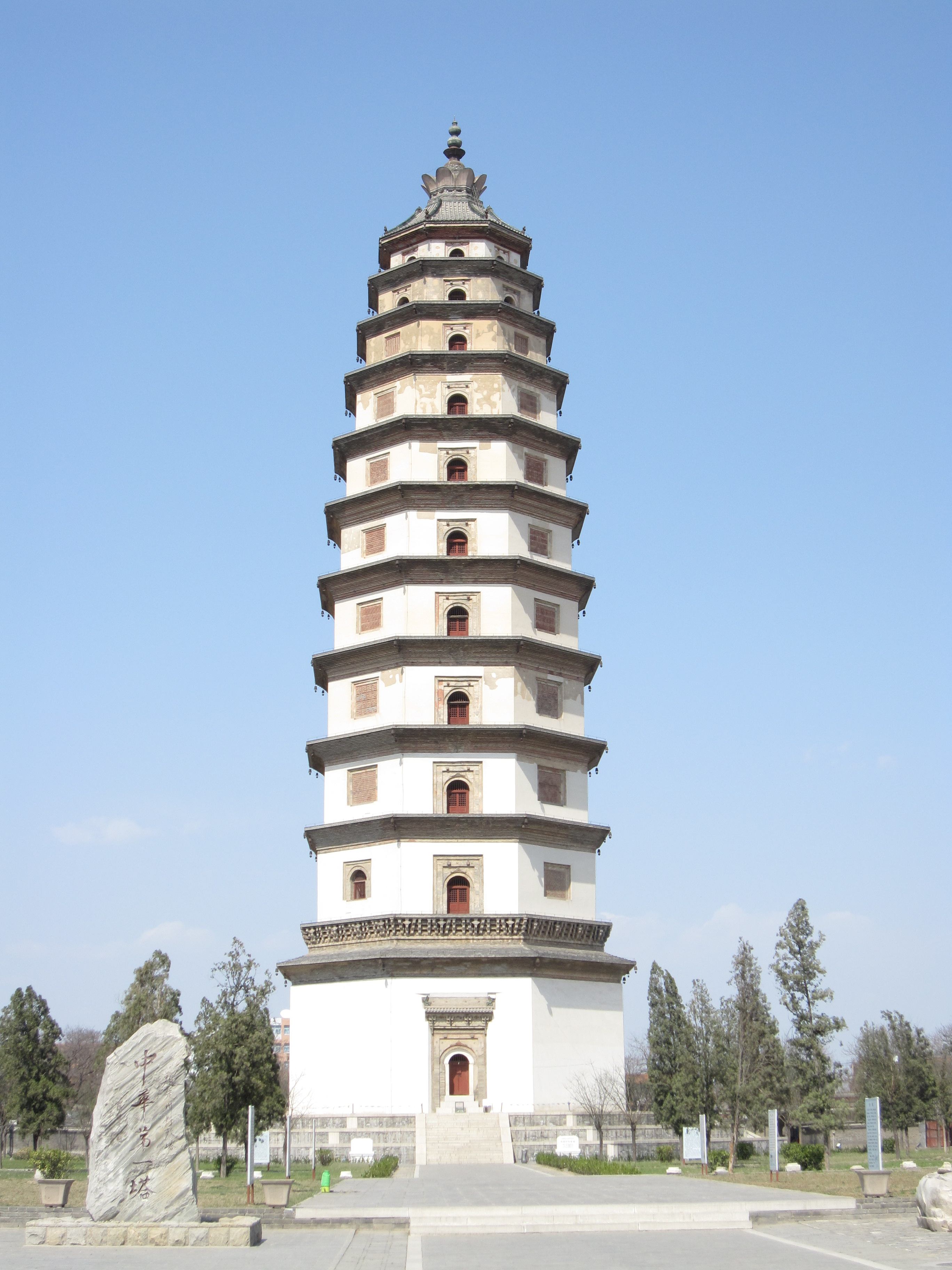
Pagoda Liaodi w Chinach

Pagoda – w buddyjskiej architekturze sakralnej na Dalekim Wschodzie (Chiny, Korea, Nepal i Japonia) rodzaj wielokondygnacyjnej wieży, służącej do przechowywania relikwii. Stanowi jeden z budynków znajdujących się w zespole klasztoru buddyjskiego, oprócz innych budowli, takich jak sala zebrań, biblioteka itd. Wywodzi się pod względem funkcji od indyjskiej stupy, lecz architektonicznie bardziej od starożytnych chińskich wież obserwacyjnych. Na ostateczną formę pagód chińskich wpłynęła tradycja wznoszenia wielokondygnacyjnych budowli typu lou, znanych już w starożytności, choć na przestrzeni wieków pagody występowały w wielu typach i o zróżnicowanych formach architektonicznych. Poszczególne kondygnacje pagody są kryte odrębnymi dachami najczęściej z narożnikami podgiętymi ku górze.
Jako materiału do budowy w dawnych Chinach używano drewna, a nawet brązu, żelaza czy porcelany. Uderzającą cechą budowli chińskich jest naśladowanie form architektury drewnianej również w pagodach kamiennych. Najbardziej typowe dla Chin są jednak pagody ceglane. Wznoszono pagody zarówno z cegły suszonej, jak i wypalanej. Cegła glazurowana stosowana była do oblicówki. W okresie od V do VII w. pagody osiągały wysokość 50 m. Niekiedy osiągały nawet 100 m wysokości. Najwyższa zachowana do dziś pagoda Liaodi w prowincji Hebei ma 82 m wysokości. Pagody w Chinach budowane były na planie kwadratu lub wieloboku, zdarzały się także okrągłe. Liczba kondygnacji zgodnie z tradycją jest zawsze nieparzysta. Najstarszą zachowaną pagodą ceglaną jest wybudowana w 520 roku pagoda Songyue w prowincji Henan.
Mimo praktycznie tej samej nazwy pomiędzy pagodami chińskimi a japońskimi występują zauważalne różnice: w Chinach pagody są przeważnie murowane, natomiast w Japonii zazwyczaj drewniane, o konstrukcji zdolnej wytrzymać częste w tym kraju trzęsienia ziemi. W Japonii najczęściej występują pagody trzy- lub pięciokondygnacyjne (jap.: sanjū no tō lub gojū no tō), jednak sporadycznie budowano także wyższe: siedmio-, a nawet dziewięciokondygnacyjne.